# Max Krajewski
Max Sinowjewitsch Krajewski (geboren 21. September 1901 in Szydłowiec, Russisches Kaiserreich; gestorben 1971 in Moskau) war ein polnisch-russischer Architekt.

## Leben
Max Krajewski wurde im polnischen Teil des Russischen Kaiserreichs geboren. Er absolvierte eine Lehre als Dreher. 1919 floh er vor den kriegerischen Auseinandersetzungen ins Ruhrgebiet und schlug sich zunächst als Hilfsarbeiter durch, bis er seine Papiere vollständig hatte und in Herne als Metallfacharbeiter eine Stelle fand. Die deutsche Sprache lernte er auf der Abendschule und er besuchte Kurse und Vorträge an der Volkshochschule Bochum sowie einen Zeichenzirkel. Feierabends begann Krajewski als Autodidakt künstlerisch zu arbeiten.
1923 ging er mittellos an das Bauhaus in Weimar und holte seinen Freund Fritz Kuhr nach. Er wurde 1924 nach dem Umzug des Bauhauses nach Dessau Geselle in der Metallwerkstatt und wohnte ab 1926 im Prellerhaus. Er entwarf Beleuchtungskörper für das Bauhausgebäude in Dessau. 1926 wurde er Praktikant im Projektierungsbüro Gropius und ab 1927 Angestellter. Er wurde von Gropius als Bauleiter beim Bau der Wohnsiedlung Törten, dann des Arbeitsamtes Dessau und 1929/30 der Wohnsiedlung Dammerstock in Karlsruhe eingesetzt.
Krajewski ging 1931 in die Sowjetunion und arbeitete als Architekt in Moskau.

## Erinnerungen
- Max Sinowjewitsch Krajewski: Meine Lehr- und Ausbildungsjahre am Bauhaus, in: 50 Jahre Bauhaus Dessau, Wissenschaftliche Zeitschrift der Hochschule für Architektur und Bauwesen, 1976, H. 5/6. 1. Bauhaus-Kolloquium Weimar vom 27. – 29. Oktober 1976 PDF